# Hrvatska flautistička akademija
Hrvatska flautistička akademija (CROATIA FLUTE ACADEMY) najpoznatiji je ljetni masterclass za učenike flaute i njihove profesore u jugoistočnoj Europi. Događaj se tradicionalno održava u prvoj polovici srpnja u Karlovcu, u Gradskom kazalištu Zorin dom, u sklopu Proslave rođendana grada Karlovca. 
Riječ je o glazbeno-edukativnoj manifestaciji na najvišoj razini i jedinstvenoj u ovome dijelu svijeta, jer, sličan događaj, u trajanju od tjedan dana, te s takvom razinom međunarodnih predavača, ne postoji niti u jednoj drugoj državi jugoistočne Europe. 
Na akademiji posvećenoj izučavanju umjetnosti sviranja flaute, te promoviranju flautistica i flautista kao glazbenih umjetnika, dosad je gostovalo pedesetak predavača i pet stotina polaznika iz 30 zemalja. Osnivač Hrvatske flautističke akademije je Petar Ćurić, u suradnji s Gradom Karlovcem, Muzičkom akademijom Sveučilišta u Zagrebu, te Zagrebačkom filharmonijom, dok je američko-hrvatski jazz-flautist Damjan Krajačić također bio iznimno bitan u inicijalnom pokretanju i vođenju projekta.

## O nastanku projekta
Na poziv tadašnjeg ravnatelja Gradskog kazališta Zorin dom u Karlovcu, Srećka Šestana, te u suradnji s američko-hrvatskim flautistom Damjanom Krajačićem iz Los Angelesa, Petar Ćurić je u siječnju 2014. osmislio koncept Hrvatske flautističke akademije. Premda je od početka nosio međunarodni predznak, ovaj je događaj inicijalno zamišljen da bude specijaliziran za jazz flautu, uz "ponešto klasike sa strane". No, pošto su konzultirali Damjanova oca, ravnatelja jedne glazbene škole, a on im poručio “da to nije najpametnije”, dvojac je na kraju ipak odlučio da na Hrvatskoj flautističkoj akademiji podjednako budu zastupljeni svi glazbeni žanrovi, od klasike i jazza, do suvremene glazbe. 
Danas je Hrvatska flautistička akademija prvenstveno posvećena klasičnoj glazbi.

## Povijest
Prva Hrvatska flautistička akademija održana je od 06. do 13. srpnja 2014., a predavači su bili James Newton iz Sjedinjenih Američkih Država, jedan od najnagrađivanijih i vjerojatno najuspješnijih jazz flautista svih vremena; Pierre-Yves Artaud profesor na najpoznatijem francuskom konzervatoriju Conservatoire National Supérieur de Musique et de Danse de Paris; Wissam Boustany s Kraljevskog glazbenog koledža u Manchesteru, Boglarka Kiss iz Pasadene, te Damjan Krajačić za afro-kubanski jazz i improvizaciju. Pratnja uz glasovir (“korepetitor”) je bio veliki američki koncertni pijanist Robert Edward Thies, dobitnik Zlatne medalje na Međunarodnom klavirističkom natjecanju Prokofiev u St. Petersburgu, u Rusiji, time i prvi američki pijanist koji je osvojio neko klavirističko natjecanje u Rusiji još od Cliburna u Moskvi 1958.
Druga Hrvatska flautistička akademija održana je od 05. do 12. srpnja 2015. Glavna gošća bila je iznimno popularna korejsko-američka virtuozica na flauti Jasmine Choi, uz jazz flautiste Andreu Brachfeld iz New Yorka i Damjana Krajačića, te klasičare Pierre-Yves Artauda iz Pariza i Gaspara Hoyosa iz Lyona. Te je godine upriličeno i Međunarodno natjecanje flautista za osvajanje stipendije za studij u Parizu, na prestižnom francuskom konzervatoriju Ecole Normale de Musique Alfred Cortot. Prvu nagradu i stipendiju osvojila je hrvatska flautistica Ana Votoupal. Korepetitorica je po prvi puta japansko-francuska klaviristica Misaki Baba, inače dugogodišnja suradnica P.Y.Artauda na raznim pariškim konzervatorijima.
Treća Hrvatska flautistička akademija održana je od 03. do 10. srpnja 2016., a predavači su legendarni flautistički pedagog Trevor Wye iz Engleske, Orlando “Maraca” Valle iz Kube (latin-jazz), francuski flautisti Philippe Allan-Dupre (barokna flauta), Pierre-Yves Artaud (klasična literature) i Carine Dupre (ansambl flauta) te Damjan Krajačić za jazz. Službena korepetitorica: Misaki Baba.
Od 02. do 09. srpnja 2017. održana je četvrta Hrvatska flautistička akademija, a gosti-predavači su legendarni Švicarac Peter-Lukas Graf, Prva flauta Bečke filharmonije Dieter Flury, Francuzi Pierre-Yves Artauda i Philippe Allain-Duprea, te talijanski jazz flautist Michele Gori s Konzervatorija u Ferrari. Carine Dupre je vodila ansambl flauta, a Misaki Baba standardno na dužnosti glavne korepetorice, s tim da je nekoliko dana dužnost suradnice uz klavir vršila i Marijana Komljenović sa Muzičke akademije u Zagrebu.
Peto izdanje Hrvatske flautističke akademije održano je od 5. do 13. srpnja 2018. Glavni gost bio je William Bennett (OBE) s Kraljevske akademije u Londonu. Osim Bennetta, masterklasove je održao i Trevor Wye, te Bennettove učenice Zoya Vyazovskaya i Alena Walentin iz Rusije, te Vytenis Gurstis iz Litve. Predavanje o hrvatskoj glazbenoj literature za flautu, te skladbama hrvatskih skladatelja održalaje Marina Novak sa Muzičke akademije u Zagrebu.
Šesta Hrvatska flautistička akademija održana je od 06.-14. srpnja 2019. Predavači su bili glavni profesori flaute s muzičkih akademija u regiji: Marina Novak (Muzička akademija-Zagreb), Karolina Šantl Zupan (Akademija za glasbo, Ljubljana), Luisa Sello (Conservatorio di Musica “Giuseppe Tartini”-Trst), Laura Levai Aksin (Akademija umetnosti-Novi Sad) i Ljubiša Jovanović (Fakultet muzičke umetnosti-Beograd).
Sedmo izdanje realizirano je u posebnim uvjetima zbog COVID-19 pandemije. Tako je 2020. održan svojevrsni vikend-flaute u Karlovcu od 10.-12. srpnja, s najavljenim koncertima Lucije Stilinović (flauta) i Danijela Detonija (klavir) te Kvarteta flauta 4SYRINX, dok je Ana Batinica, prva flauta Zagrebačke filharmonije, održala nastup s predavanjem koji je prenošen uživo preko društvene mreže Facebook.
Osma Hrvatska flautistička akademija održana je kao posebno izdanje (“special edition”) budući je kao glavni i jedini predavač gostovao Denis Bouriakov, prva flauta u Los Angeles filharmoniji i vjerojatno najtraženiji živući flautist svijeta. Događaj je održan od 01.-07. srpnja 2021., a mjesta na masterclassu bila su popunjena mjesecima unaprijed.
Deveto izdanje Hrvatske flautističke akademije održano je od 05.-12. srpnja 2022., uz podnaziv “4 prve flaute iz 4 vodeće filharmonije jugoistoka Europe”. Od predavača su tu bili: Matej Grahek, prva flauta Ljubljanske filharmonije i profesor na Akademiji za glasbo u Ljubljani; Ana Batinica, prva flauta Zagrebačke filharmonije; Stana Krstajić, dugogodišnja prva flauta Beogradske filharmonije i profesorica na Fakultetu muzičke umetnosti u Beogradu; i Sakib Lačević, prva flauta Sarajevske filharmonije i profesor na Muzičkoj akademiji u Sarajevu. Uz njih, kao posebne gošće pojavile su se prof. Marina Novak sa Muzičke akademije u Zagrebu, te prof. Laura Levai Aksin sa Muzičke akademije u Novom Sadu.
Deseta Hrvatska flautistička akademija održala se od 06. do 13. srpnja 2023., a predavači su bili Herman van Kogelenberg, Prva flauta Minhenske filharmonije (ranije u Concertgebouw); Davide Formisano, profesor flaute na Visokoj školi u Stuttgartu (ranije Prva flauta, La Scala-Milano); Matthieu Gauci-Ancelin, profesor na Visokoj školi u Grazu i redovni gost-flautist Berlinske filharmonije); Robert Winn, profesor na Visokoj školi u Koelnu (ranije Prva flauta Kraljevske filharmonije-London); Andrea Wild, profesorica na Konzervatoriju u Beču i Mindbody Training Specialist; te Marina Novak, profesorica na Muzičkoj akademiji Sveučilišta u Zagrebu.
Pratnja uz glasovir (“korepetitori/umjetnički suradnici”) bili su prof. Marijana Komljenović sa Muzičke akademije u Zagrebu i prof. Filip Milisavljević sa Umjetničke akademije u Novom Sadu.

## Sadašnjost
11. izdanje Hrvatske flautističke akademije održati će se u Karlovcu od 4.-12. srpnja 2024., a najavljeni su međunarodni profesori i gosti-predavači: 
𝐉𝐞𝐚𝐧-𝐌𝐢𝐜𝐡𝐞𝐥 𝐓𝐚𝐧𝐠𝐮𝐲 (Bruxelles, Belgija), dugogodišnji profesor na Conservatoire Royal de Bruxelles (sada u Mannheimu), inače i sam student Jean-Pierrea Rampala i Aurèle Nicolet, te laureat Međunarodnog natjecanja u Ženevi. Profesor Tanguy je bio članom orkestra Beethoven Halle iz Bonna, Rotterdamske filharmonije, Nacionalnog orkestra Belgije i drugih ansambala;
𝐑𝐨𝐛𝐞𝐫𝐭 𝐖𝐢𝐧𝐧 (Koeln, Njemačka), voditelj studija flaute i profesor na Hochschule für Musik u Kölnu, Njemačka. Dugogodišnja prva flauta Kraljevskog filharmonijskog orkestra u Londonu, Engleska;
𝐉𝐮̈𝐫𝐠𝐞𝐧 𝐅𝐫𝐚𝐧𝐳 (Hamburg, Njemačka), profesor na Hochschule für Musik u Hamburgu. Virtuoz s Orkestrom NDR Elbphilharmonie i redoviti gost-solist s renomiranim orkestrima poput "La Scala di Milano" i Berlinske filharmonije;
𝐀𝐥𝐛𝐞𝐫𝐭𝐨 𝐕𝐨𝐜𝐚𝐭𝐮𝐫𝐨 (Milano, Italija), voditelj studija flaute i profesor na Conservatorio di musica “Giuseppe Verdi” u Milanu;
𝐌𝐚𝐫𝐤𝐨 𝐙𝐮𝐩𝐚𝐧 (Split, Hrvatska), profesor na Umjetničkoj akademiji u Splitu, Hrvatska, prof. Zupan je radio kao glavni flautist s Berliner Symphoniker, Njemačkim nacionalnim orkestrom, Brandenburger Symphoniker, Mozart Sinfonietta Salzburg, i dr.

## Nagrade
- Medalja Grada Karlovca za vrhunska postignuća na polju međunarodne kulturne suradnje

## Vanjske poveznice
- www.croatiafluteacademy.com
- www.instagram.com/croatiafluteacademy2024
- www.facebook.com/fluteacademy